# KkStB 147
| TKPE III / BNB III / TKPE IV / kkStB 147 / ČSD 322.1 | TKPE III / BNB III / TKPE IV / kkStB 147 / ČSD 322.1 | TKPE III / BNB III / TKPE IV / kkStB 147 / ČSD 322.1 |
| ---------------------------------------------------- | ---------------------------------------------------- | ---------------------------------------------------- |
| kein Bild vorhanden                                  |                                                      |                                                      |
| Technische Daten                                     |                                                      |                                                      |
|                                                      | 147.01–13                                            | 147.14–18                                            |
| Bauart                                               | Cn2                                                  | Cn2                                                  |
| Zylinder-Ø                                           | 434 mm                                               | 434 mm                                               |
| Kolbenhub                                            | 632 mm                                               | 632 mm                                               |
| Treibrad-Ø                                           | 1260 mm                                              | 1260 mm                                              |
| Laufrad-Ø vorne                                      | –                                                    | –                                                    |
| Laufrad-Ø hinten                                     | –                                                    | –                                                    |
| fester Radstand                                      | 3160 mm                                              | 3160 mm                                              |
| Gesamtradstand                                       | 3160 mm                                              | 3160 mm                                              |
| Gesamtradstand + Tender                              | 10155 mm                                             | 10155 mm                                             |
| Anzahl d. Rohre                                      | 164                                                  | 160                                                  |
| Heizfl. d. Rohre                                     | 113,4 m²                                             | 115,7 m²                                             |
| Heizfl. d. Feuerbüchse                               | 7,6 m²                                               | 7,9 m²                                               |
| Rostfl.                                              | 1,33 m²                                              | 1,53 m²                                              |
| Dampfdruck                                           | 9                                                    | 9                                                    |
| Gewicht (leer)                                       | 32,0 t                                               | 31,5 t                                               |
| Adhäsionsgewicht                                     | 36,3 t                                               | 36,5 t                                               |
| Dienstgewicht                                        | 36,3 t                                               | 36,5 t                                               |
| Tender                                               | 14                                                   | 14                                                   |
| Länge                                                | k. A.                                                | k. A.                                                |
| Höhe                                                 | k. A.                                                | k. A.                                                |
| Vmax                                                 | 55 km/h                                              | 55 km/h                                              |

Die Dampflokomotivreihe kkStB 147 war eine Güterzug-Schlepptenderlokomotivreihe der kkStB, die ursprünglich von der Turnau-Kralup-Prager Eisenbahn (TKPE) und von deren Nachfolgerin der Böhmischen Nordbahn (BNB) stammte.
Die Lokomotiven wurden von Sigl in Wien 1865 bis 1868 an die oben angeführten Privatbahnen geliefert.
Die letzten fünf gelieferten Exemplare hatten unterschiedliche Kessel (vgl. Tabelle).
Bei der kkStB bildeten sie die Reihe 147.
Nach dem Ersten Weltkrieg kamen noch neun Loks zu den ČSD, von denen nur sieben Stück als 322.1 bezeichnet wurden.
Drei Stück gelangten zu den PKP, die sie ausschied, ohne ihnen eine eigene Nummer zu geben.
Die ČSD musterten ihre drei Loks 1925, 1926 und 1939 aus.